# Болычево (усадьба)
Болычево — усадьба, расположенная в селе Болычево Волоколамского района Московской области.
Находится в 32 км от Волоколамска.

## История
Усадьба была основана графом Л. К. Разумовским на рубеже XVIII—XIX вв. В середине XIX века принадлежала княгине В. М. Гагариной. Последним владельцем усадьбы на 1911 год числится Т. Б. Антонович. 
На территории усадьбы находится Троицкая церковь построенная в 1812 году на средства Разумовского. В 1930-е годы церковь была закрыта большевиками. Некоторое время здание использовалось под склад, но в дальнейшем приходит в запустение и постепенно разрушается. Верхний ярус колокольни полностью разрушен. Частично сохранились некоторые фрагменты настенной живописи второй половины XIX века и роспись купола выполненная в 1827 году Т. Любимовым.
До наших дней сохранились Троицкая церковь и кирпичный амбар. Усадебный дом утрачен в середине 1990-х годов.